# Ochetostoma erythrogrammon
Ochetostoma erythrogrammon is een lepelworm uit de familie Thalassematidae.
De wetenschappelijke naam van de soort werd in 1828 gepubliceerd door Leuckart & Ruppell.